# Національний банк України
Націона́льний банк Украї́ни (НБУ) — центральний банк України, особливий центральний орган державного управління, юридичний статус, завдання, функції, повноваження і принципи організації якого визначаються Конституцією України, Законом України «Про Національний банк України» та іншими законами України. Він є емісійним центром, проводить єдину державну політику в галузі грошового обігу, кредиту, зміцнення грошової одиниці України — гривні. Також регулює та наглядає за діяльністю комерційних банків в Україні та небанківських фінансових установ.

## Історія НБУ
Ідея створення національного банку, який би виконував функції головної емісійної та центральної банківської установи на території України, виникла ще за часів існування Української Народної Республіки та була реалізована у добу Гетьманату.
Після поразки національно-визвольного руху на території України, що увійшла до складу СРСР, деякий час не існувало банківських установ. Проте вже наприкінці 1921 року було створено Державний банк РРФСР, згодом перейменований у Державний банк СРСР.
Національний банк України зі статусом центрального емісійного банку держави створено на базі Української республіканської контори Держбанку СРСР. Правовою основою став Закон «Про банки і банківську діяльність», ухвалений Верховною Радою України 20 березня 1991 року. Цим документом було проголошено створення самостійної дворівневої банківської системи України ринкового типу, перший рівень якої становить НБУ, другий — інші банки.
Рада Національного банку України (НБУ) затвердила стратегію монетарної політики НБУ, яка забезпечує послідовне продовження реалізації режиму інфляційного таргетування для забезпечення низької та стабільної інфляції. Стратегія монетарної політики підтверджує середньострокову ціль з інфляції на рівні 5 % ± 1 в. п., що має бути досягнута на кінець 2019 року. Після цього ціль у 5 % стане постійною та залишатиметься без змін у середньостроковій перспективі. Національний банк зможе її переглядати лише в бік зниження і лише за умови зменшення волатильності обмінного курсу гривні, змін відносних цін і послаблення ефектів конвергенції економіки України до рівня країн — основних торговельних партнерів.
Національний банк України визнано центральним банком 2022 року за підсумками щорічної премії Central Banking Awards від провідного профільного журналу щодо діяльності центральних банків та фінансових регуляторів Central Banking.

## Функції НБУ
- Забезпечення стабільності грошової одиниці України;
- Розробка і впровадження разом із урядом ефективної кредитно-грошової політики;
- Здійснення грошової емісії і контроль за грошовим обігом;
- Здійснення міжбанківських розрахунків, в тому числі і в міжнародних відносинах;
- Продаж кредитних ресурсів комерційним банкам, кредитування уряду;
- Регулювання та контроль за діяльністю комерційних банків та інших кредитних організацій;
- Здійснення валютного регулювання і забезпечення конвертованості національної валюти;
- Зберігання та регулювання золотовалютних резервів;
- Управління державним боргом.

## Головні завдання Національного банку України
До головних завдань Національного банку України належать:
- Цінова стабільність (монетарна політика);
- Фінансова стабільність (банк банків, мікро- і макропруденційний нагляд);
- Ефективні платіжні системи (готівка та безготівковий обіг).

Відповідно до Конституції України основною функцією НБУ є забезпечення стабільності гривні. На її виконання Національний банк має виходити з пріоритетності досягнення та підтримки цінової та фінансової стабільності в державі. Саме тому Національний банк вважає своєю місією забезпечення цінової та фінансової стабільності з метою сприяння сталому економічному розвитку України.
Національний банк України у межах своїх повноважень сприяє стабільності банківської системи за умови, що це не перешкоджає досягненню цілі цінової стабільності. НБУ також сприяє додержанню стійких темпів економічного зростання за умови, що це не перешкоджає досягненню цінової стабільності та стабільності банківської системи.

## Інші функції

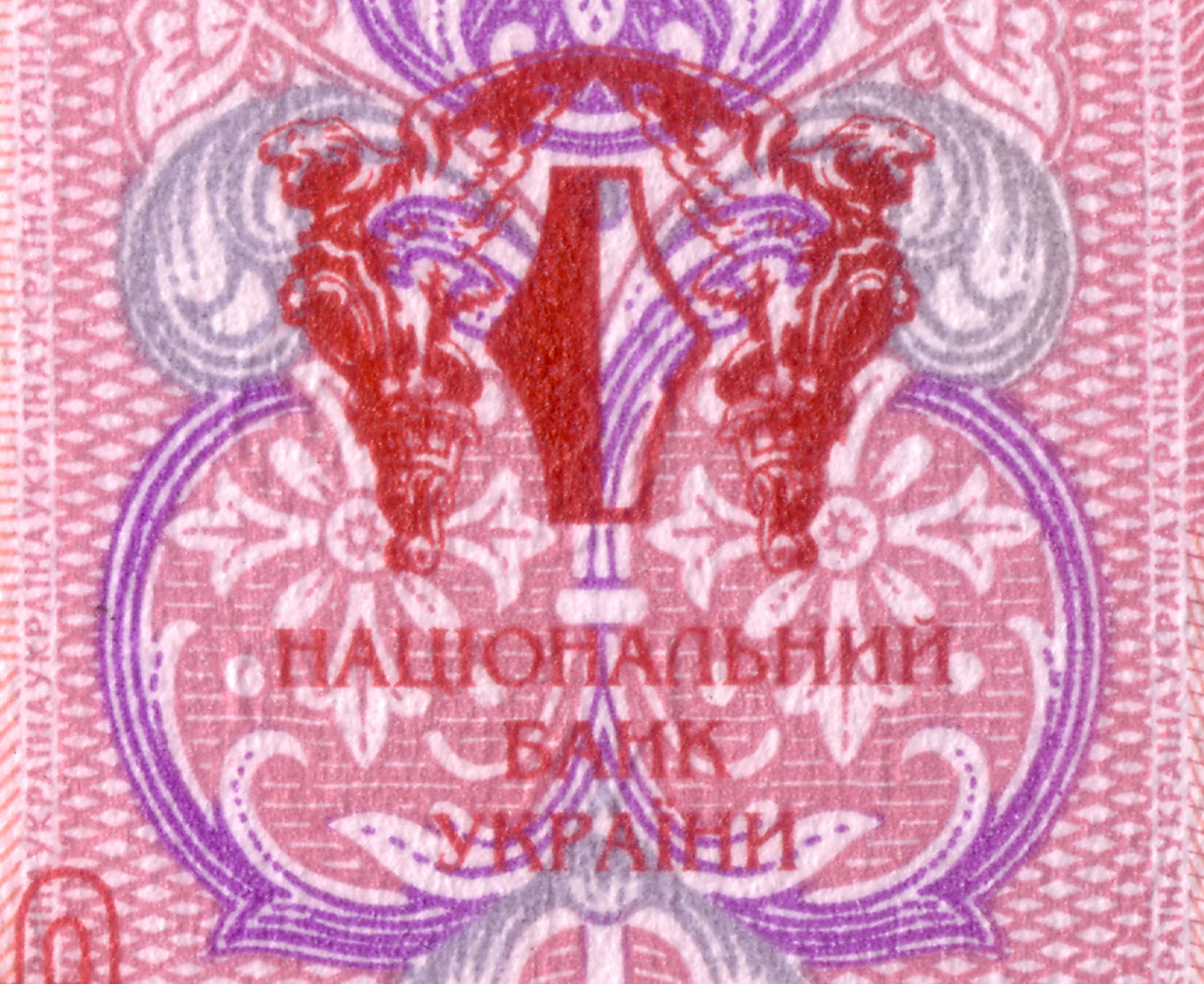
Логотип НБУ на купюрі 10 гривень

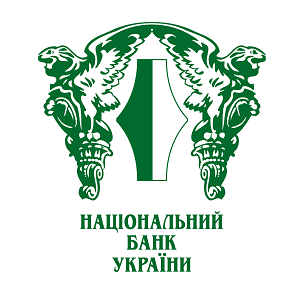
Логотип НБУ, котрий використовувався до 2018

Національний банк України виконує такі функції:
- відповідно до розроблених Радою Національного банку України Основних засад грошово-кредитної політики визначає та проводить грошово-кредитну політику;
- монопольно здійснює емісію національної валюти України та організує її обіг;
- виступає кредитором останньої інстанції для банків і організує систему рефінансування;
- встановлює для банків правила проведення банківських операцій, бухгалтерського обліку і звітності, захисту інформації, коштів та майна;
- організовує створення та методологічно забезпечує систему грошово-кредитної і банківської статистичної інформації та статистики платіжного балансу;
- регулює діяльність платіжних систем та систем розрахунків в Україні, визначає порядок і форми платежів, у тому числі між банками;
- визначає напрями розвитку сучасних електронних банківських технологій, створює та забезпечує безперервне, надійне та ефективне функціонування, розвиток створених ним платіжних та облікових систем, контролює створення платіжних інструментів, систем автоматизації банківської діяльності та засобів захисту банківської інформації[11][12][13][14];
- здійснює банківське регулювання та нагляд на індивідуальній та консолідованій основі;
- здійснює погодження статутів банків і змін до них, ліцензування банківської діяльності та операцій у передбачених законом випадках, веде Державний реєстр банків, Реєстр аудиторських фірм, які мають право на проведення аудиторських перевірок банків;
- веде офіційний реєстр ідентифікаційних номерів емітентів платіжних карток внутрішньодержавних платіжних систем;
- складає платіжний баланс, здійснює його аналіз та прогнозування;
- представляє інтереси України в центральних банках інших держав, міжнародних банках та інших кредитних установах, де співробітництво здійснюється на рівні центральних банків;
- здійснює відповідно до визначених спеціальним законом повноважень валютне регулювання, визначає порядок здійснення операцій в іноземній валюті, організовує і здійснює валютний контроль за банками та іншими фінансовими установами, які отримали ліцензію Національного банку на здійснення валютних операцій;
- забезпечує накопичення та зберігання золото-валютних резервів та здійснення операцій з ними та банківськими металами;
- аналізує стан грошово-кредитних, фінансових, цінових та валютних відносин;
- організує інкасацію та перевезення банкнот і монет та інших цінностей, видає ліцензії на право інкасації та перевезення банкнот і монет та інших цінностей;
- реалізує державну політику з питань захисту державних секретів у системі Національного банку;
- бере участь у підготовці кадрів для банківської системи України;
- визначає особливості функціонування банківської системи України в разі введення воєнного стану чи особливого періоду, здійснює мобілізаційну підготовку системи Національного банку;
- вносить у встановленому порядку пропозиції щодо законодавчого врегулювання питань, спрямованих на виконання функцій Національного банку України;
- здійснює методологічне забезпечення з питань зберігання, захисту, використання та розкриття інформації, що становить банківську таємницю;
- визначає порядок здійснення в Україні маршрутизації, клірингу та взаєморозрахунків між учасниками платіжної системи за операціями, які здійснені в межах України із застосуванням платіжних карток, емітованих банками-резидентами;
- створює Засвідчувальний центр для забезпечення реєстрації, засвідчення чинності відкритих ключів та акредитації центрів сертифікації ключів, визначає порядок застосування електронного підпису, у тому числі електронного цифрового підпису в банківській системі України та суб'єктами переказу коштів;
- видає ліцензії небанківським фінансовим установам, які мають намір стати учасниками платіжних систем, на переказ коштів без відкриття рахунків та відкликає їх відповідно до законодавства;
- веде реєстр платіжних систем, систем розрахунків, учасників цих систем та операторів послуг платіжної інфраструктури;
- здійснює нагляд (оверсайт) платіжних систем та систем розрахунків;
- здійснює інші функції у фінансово-кредитній сфері в межах своєї компетенції, визначеної законом.

## Організаційна структура НБУ
- Керівництво Національного банку України
- Рада Національного банку України
- Правління Національного банку України[15]

1. Андрій Пишний (Голова Національного банку України)
2. Катерина Рожкова (перший заступник Голови)
3. Сергій Ніколайчук (заступник Голови)
4. Юрій Гелетій (заступник Голови)
5. Ярослав Матузка (заступник Голови)
6. Олексій Шабан (заступник Голови)
7. Дмитро Олійник (заступник Голови)

- Підрозділи Національного банку України:

1. Банкнотно-монетний двір Національного банку
2. Відділ з питань запобігання та виявлення корупції
3. Відділ моніторингу пов’язаних з банками осіб
4. Відділ організації охорони праці, пожежної та екологічної безпеки
5. Відділ режимно-секретної роботи
6. Група представників Національного банку України в регіонах України
7. Департамент безпеки
8. Департамент бухгалтерського обліку
9. Департамент відкритих ринків
10. Департамент внутрішнього аудиту
11. Департамент грошового обігу
12. Департамент з управління діяльністю Корпоративного недержавного пенсійного фонду Національного банку
13. Департамент забезпечення діяльності Національного банку
14. Департамент закупівель
15. Департамент інтегрованого нагляду за банками
16. Департамент інспектування
17. Департамент інформаційних технологій
18. Департамент комунікацій
19. Департамент кредитного аналізу та підтримки ліквідності
20. Департамент ліцензування
21. Департамент методології регулювання діяльності банків
22. Департамент методології регулювання діяльності небанківських фінансових установ
23. Департамент міжнародного співробітництва
24. Департамент монетарної політики та економічного аналізу
25. Департамент нагляду за ринком небанківських фінансових послуг
26. Департамент персоналу
27. Департамент платіжних систем та інноваційного розвитку
28. Департамент ризик-менеджменту
29. Департамент статистики та звітності
30. Департамент стратегії та розвитку
31. Департамент фінансового контролінгу
32. Департамент фінансового моніторингу
33. Департамент фінансової стабільності
34. Державна скарбниця України
35. Операційний департамент
36. Офіс Правління Національного банку та інституційних відносин
37. Управління захисту критичної інфраструктури
38. Управління захисту прав споживачів фінансових послуг
39. Управління корпоративних прав та депозитарної діяльності Національного банку
40. Управління роботи з проблемними активами [16]
41. Центральне сховище
42. Юридичний департамент

## Цінова стабільність
Пріоритетною ціллю Національного банку України є досягнення та підтримка цінової стабільності. Для цього НБУ застосовує режим інфляційного таргетування. Монетарна політика Національного банку України спрямована на поступове зниження темпів інфляції до рівня середньострокової інфляційної цілі — 5 % з допустимим діапазоном відхилень ± 1 в. п.
Головним інструментом для забезпечення низьких та стабільних темпів інфляції є облікова ставка. Визначаючи її розмір, НБУ впливає на процентні ставки банків, а, отже, на вартість грошей в економіці та інфляцію.
Фокусування Національного банку України на забезпеченні цінової стабільності передбачає дотримання режиму плаваючого обмінного курсу. Це означає, що Національний банк не підтримує обмінний курс на певному рівні. Не протидіючі ринковим чинникам формування обмінного курсу, Національний банк України проводить валютні інтервенції для згладжування надмірної курсової волатильності та накопичення міжнародних резервів.

## Фінансова стабільність
Забезпечення фінансової стабільності є другою ключовою частиною мандата Національного банку України після забезпечення стабільності цін. У цьому аспекті Національний банк України має повноваження регулювати, ліцензувати та здійснювати нагляд за банками, системами платежів та розрахунків. Це відповідає кращим міжнародним практикам. НБУ приділяє все більше уваги фінансовій системі в цілому, а також аналізує та пом'якшує системні ризики фінансової стабільності. У 2018 році регулятор ухвалив Стратегію макропруденційної політики, що визначає цілі, приблизний перелік інструментів та поточний фокус за цим напрямом, таким чином, підвищуючи прозорість своєї роботи. На мікрорівні, Національний банк України переключився на ризик-орієнтований нагляд за банками та запобігання шахрайству. Після очищення в 2014‒2017 роках банківська система України постійно відновлюється. Відповідальність за підтримку фінансової стабільності Національний банк України поділяє з Міністерством фінансів України, Національною комісією з цінних паперів та фінансового ринку та Фондом гарантування вкладів фізичних осіб. Указом Президента України в березні 2015 року створено міжвідомчу Раду з фінансової стабільності за участю керівників цих регуляторів. Голова Національного банку України та Міністр фінансів України — є співголовами цього органу. Національний банк України надає усіляке сприяння та координує роботу Ради з фінансової стабільності.

## Ефективні платіжні системи
Національний банк України — єдина установа, що має право на випуск національної грошової одиниці — гривні. Він контролює гривневу готівку впродовж її життєвого циклу, щоб користуватися нею було максимально зручно та безпечно. Гривня — високозахищена валюта, яку підробляють значно рідше, ніж грошові одиниці багатьох інших країн. Так, якщо на один мільйон справжніх банкнот гривні у 2018 році припадало 2,5 шт. підробок, то у країнах Євросоюзу цей показник становив 27 шт. підроблених банкнот євро на мільйон справжніх (за даними Європейського центрального банку).
Саме Національний банк України опікується, щоб електронні платежі виконувалися без збоїв, а клієнти могли сплачувати за товари і послуги в найзручніший для них спосіб. Він відповідає за стабільну роботу платіжної системи країни: контролює платіжну інфраструктуру та наглядає за роботою платіжних систем. Ще один напрям роботи Національного банку України — запровадження найсучасніших безготівкових технологій в Україні.
1 квітня 2023 року Національний банк України запустив нове покоління Системи електронних платежів (СЕП) на базі міжнародного стандарту ISO 20022, що дозволяє здійснювати міжбанківські платежі цілодобово 7 днів на тиждень та в цілодобовому режимі (24/7). Перехід на ISO 20022 разом із упровадженням IBAN створюють технологічне підґрунтя для приєднання України до Єдиної зони платежів у євро (SEPA) та реалізації сервісу миттєвих платежів в Україні.

## Голови НБУ
Голова Національного банку України — одна з найвищих державних посад, призначається на посаду Верховною Радою за поданням Президента України строком на 7 років.
Голова Національного банку України:
- керує діяльністю Національного банку;
- діє від імені Національного банку і представляє його інтереси без доручення у відносинах з органами державної влади, з банками, фінансовими та кредитними установами, міжнародними організаціями, іншими установами і організаціями;
- головує на засіданнях Правління Національного банку;
- підписує протоколи, постанови Правління Національного банку, накази та розпорядження, а також угоди, що укладаються Національним банком;
- розподіляє обов'язки між заступниками Голови Національного банку;
- видає розпорядчі акти, обов'язкові до виконання усіма службовцями Національного банку, його підприємствами, установами;
- приймає рішення з інших питань, що стосуються діяльності Національного банку, крім віднесених до виключної компетенції Ради Національного банку та Правління Національного банку відповідно до Закону;
- одноосібно несе відповідальність перед Верховною Радою України та Президентом України за діяльність Національного банку.

Голова Національного банку України за посадою співочолює Раду з фінансової стабільності.

## Золотовалютні резерви НБУ
До складу золотовалютних резервів Національного банку України входять активи, визнані світовим співтовариством як міжнародні. Ці активи перебувають під контролем Національного банку України та призначені для прямого чи непрямого регулювання платіжного балансу шляхом проведення валютних інтервенцій та інших цілей, передбачених законодавством України для забезпечення стабільності гривні.

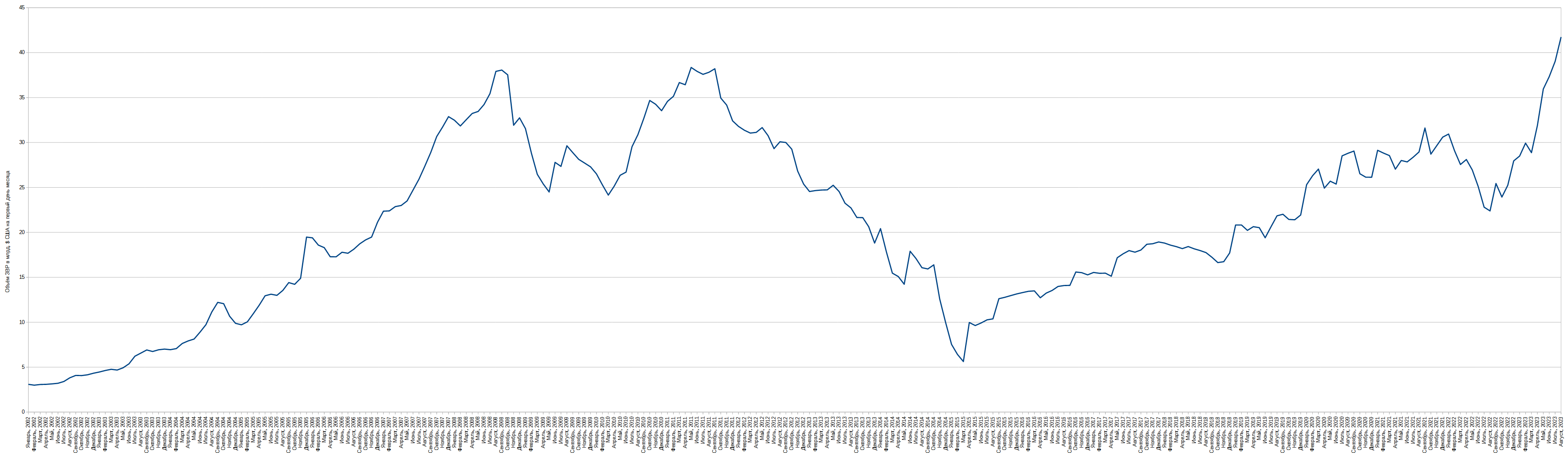
Золотовалютні (міжнародні) резерви НБУ, на перший день місяця, в проміжок з 1 січня 2002 по 1 червня 2021.

| | Обсяг резервів в іноземних конвертованих валютах | Резервна позиція в МВФ | Спеціальні права запозичення | Обсяг золота в міжнародних резервах | Резерви загалом | Примітки                                  |
| Інформація за попередні періоди (1999—2018) \| 1999 31 грудня \| — \| — \| — \| — \| ▲1 212,00 \| приріст за рік на 16,0% \| \| 2000 31 грудня \| — \| — \| — \| — \| ▲1 628,00 \| приріст за рік на 34,0% \| \| 2001 31 грудня \| 1 121,00 \| — \| — \| — \| ▲3 095,00 \| приріст за рік на 90,0% \| \| 2002 31 грудня \| — \| — \| — \| — \| ▲4 177,00 \| — \| \| 2003 31 грудня \| — \| — \| — \| — \| ▲6 937,00 \| — \| \| 2004 31 грудня \| 9 153,80 \| — \| — \| 222,3 \| ▲9 524,90 \| — \| \| 2005 31 грудня \| — \| — \| — \| — \| ▲19 394,76 \| — \| \| 2006 31 грудня \| — \| — \| — \| — \| ▲22 256,4 \| приріст за рік на 14,8% \| \| 2007 31 грудня \| — \| — \| — \| — \| ▲32 462,12 \| приріст за рік на 45,9% \| \| 2008 31 грудня \| — \| — \| — \| — \| ▼31 543,33 \| зменшення за рік на 2,8% \| \| 2009 31 грудня \| — \| — \| — \| — \| ▼26 505,00 \| — \| \| 2010 31 грудня \| — \| — \| — \| — \| ▲34 570,00 \| — \| \| 2011 31 грудня \| — \| — \| — \| — \| ▼31 794,59< \| зменшення за рік на 8,1% \| \| 2012 31 грудня[19] [20][21] \| 22 647,00 \| — \| — \| 1 890,00 \| ▼24 546,00 \| зменшення за рік на 22,8% або на 7 248,00 \| \| 2013 31 грудня \| 18 759,52 \| 0,03 \| 16,01 \| 1 640,15 \| ▼20 415,71 \| — \| \| 2014 31 грудня [22] \| 6 618,47 \| 0,03 \| 3,74 \| 911,09 \| ▼7 533,33 \| — \| \| 2015 31 грудня[22] \| 12 359,23 \| 0,03 \| 8,82 \| 931,91 \| ▲13 299,99 \| — \| \| 2016 31 грудня[22] \| 11 893.74 \| 0,03 \| 2 703.85 \| 941.71 \| ▲15 539.33 \| — \| \| 2017 31 грудня[22] \| 15 582.00 \| 0.15 \| 2 165.65 \| 1 060.65 \| ▲18 808.45 \| — \| \| 2018 31 грудня[22] \| 19 814.34 \| 0.32 \| 3.53 \| 1 002.22 \| ▲20 820.43 \| — \| |                                                  |                        |                              |                                     |                 |                                           |
| 31 січня 2019 | 19 698.72                                        | 0.34                   | 90.40                        | 1 030.25                            | ▼20 819.71      |                                           |
| 28 лютого 2019 | 19 176.46                                        | 0.34                   | 1.7                          | 1 041.96                            | ▼20 220.46      |                                           |
| 31 березня 2019 | 19 603.94                                        | 0.33                   | 1.69                         | 1 026.91                            | ▲20 632.87      |                                           |
| 30 квітня 2019 | 19 424.39                                        | 0.33                   | 95.91                        | 1 004.09                            | ▼20 524.72      |                                           |
| 31 травня 2019 | 18 392.78                                        | 0.33                   | 5.83                         | 1 003.14                            | ▼19 402.08      |                                           |
| 30 червня 2019 | 19 526.46                                        | 0.34                   | 5.88                         | 1 106.29                            | ▲20 638.97      |                                           |
| 31 липня 2019 | 20 612.12                                        | 0.33                   | 102.10                       | 1 125.62                            | ▲21 840.17      |                                           |
| 31 серпня 2019 | 20 791.51                                        | 0.33                   | 12.38                        | 1 210.96                            | ▲22 015.18      |                                           |
| 30 вересня 2019 | 20 245.96                                        | 0.33                   | 12.33                        | 1 179.19                            | ▼21 437.81      |                                           |
| 31 жовтня 2019 | 20 126.80                                        | 0.33                   | 95.24                        | 1 180.95                            | ▼21 403.32      |                                           |
| 30 листопада 2019 | 20 751.64                                        | 0.33                   | 10.43                        | 1 169.22                            | ▲21 931.62      |                                           |
| 31 грудня 2019 | 24 073.17                                        | 0.33                   | 9.87                         | 1 218.79                            | ▲25 302.16      |                                           |
| 31 січня 2020 | 24 293.07                                        | 0.33                   | 85.56                        | 1 273.15                            | ▲26 293.07      |                                           |
| 29 лютого 2020 | 25 274.95                                        | 0.33                   | 7.54                         | 1 340.00                            | ▲26 622.82      |                                           |
| 30 червня 2020 | 27 083.96                                        | 0.33                   | 1.47                         | 1 429.97                            | ▲28 515.73      |                                           |
| 31 липня 2020 | 27 131.22                                        | 0.34                   | 72.16                        | 1 598.77                            | ▲28 802.49      |                                           |
| 31 серпня 2020 | 27 436.40                                        | 0.34                   | 6.18                         | 1 605.79                            | ▲29 048.71      |                                           |
| 1999 31 грудня | —                                                | —                      | —                            | —                                   | ▲1 212,00       | приріст за рік на 16,0%                   |
| 2000 31 грудня | —                                                | —                      | —                            | —                                   | ▲1 628,00       | приріст за рік на 34,0%                   |
| 2001 31 грудня | 1 121,00                                         | —                      | —                            | —                                   | ▲3 095,00       | приріст за рік на 90,0%                   |
| 2002 31 грудня | —                                                | —                      | —                            | —                                   | ▲4 177,00       | —                                         |
| 2003 31 грудня | —                                                | —                      | —                            | —                                   | ▲6 937,00       | —                                         |
| 2004 31 грудня | 9 153,80                                         | —                      | —                            | 222,3                               | ▲9 524,90       | —                                         |
| 2005 31 грудня | —                                                | —                      | —                            | —                                   | ▲19 394,76      | —                                         |
| 2006 31 грудня | —                                                | —                      | —                            | —                                   | ▲22 256,4       | приріст за рік на 14,8%                   |
| 2007 31 грудня | —                                                | —                      | —                            | —                                   | ▲32 462,12      | приріст за рік на 45,9%                   |
| 2008 31 грудня | —                                                | —                      | —                            | —                                   | ▼31 543,33      | зменшення за рік на 2,8%                  |
| 2009 31 грудня | —                                                | —                      | —                            | —                                   | ▼26 505,00      | —                                         |
| 2010 31 грудня | —                                                | —                      | —                            | —                                   | ▲34 570,00      | —                                         |
| 2011 31 грудня | —                                                | —                      | —                            | —                                   | ▼31 794,59<     | зменшення за рік на 8,1%                  |
| 2012 31 грудня | 22 647,00                                        | —                      | —                            | 1 890,00                            | ▼24 546,00      | зменшення за рік на 22,8% або на 7 248,00 |
| 2013 31 грудня | 18 759,52                                        | 0,03                   | 16,01                        | 1 640,15                            | ▼20 415,71      | —                                         |
| 2014 31 грудня | 6 618,47                                         | 0,03                   | 3,74                         | 911,09                              | ▼7 533,33       | —                                         |
| 2015 31 грудня | 12 359,23                                        | 0,03                   | 8,82                         | 931,91                              | ▲13 299,99      | —                                         |
| 2016 31 грудня | 11 893.74                                        | 0,03                   | 2 703.85                     | 941.71                              | ▲15 539.33      | —                                         |
| 2017 31 грудня | 15 582.00                                        | 0.15                   | 2 165.65                     | 1 060.65                            | ▲18 808.45      | —                                         |
| 2018 31 грудня | 19 814.34                                        | 0.32                   | 3.53                         | 1 002.22                            | ▲20 820.43      | —                                         |

## Фінансова звітність НБУ
Отримання прибутку — не мета Нацбанку України, але НБУ заробляє приблизно стільки ж, скільки вся банківська система України.
У 2018 році прибуток був 68,5 млрд грн, резерви — 3,6 млрд грн. До держбюджету пішло майже 65 млрд грн, що на 17,3 млрд грн більше, ніж передбачено Законом про бюджет України на 2019 рік.
За підсумками 2019 року прибуток до розподілу регулятора склав 43,3 млрд грн, з якого на формування резервів пішло менше 600 млн грн. Відповідно, до держбюджету було перераховано 42,7 млрд грн, тобто майже вдвічі більше нинішнього.
За підсумками 2020 року всі банки України, разом отримали 41,3 млрд грн чистого прибутку. В тому ж році, прибуток до розподілу НБУ склав 40,7 млрд грн. Але до держбюджету регулятор перерахував 24,4 млрд грн, хоча закон «Про держбюджет-2021» передбачав надходження від НБУ в розмірі 33 млрд грн. У свою чергу, в НБУ заявили, що перерахували на 2 млрд грн більше, ніж планували.
У 2021 році, Кабінет міністрів України підготував до другого читання проєкт державного бюджету на 2022 рік. В цій версії документа було зменшено суму відрахувань НБУ до бюджету: регулятор повинен перерахувати 13,581 млрд гривень. Згідно з попереднім проєкт держбюджету-2022, НБУ мав віддати до держбюджету 24,4 млрд грн.
26 квітня 2024 року Рада Національного банку України затвердила Консолідований звіт про управління та Консолідовану фінансову звітність Національного банку України за 2023 рік. Станом на 31 грудня 2023 року валюта балансу Національного банку України становила 2 392,6 млрд грн (у 2022 році – 1 958,6 млрд грн). Зобов’язання Національного банку станом на 31 грудня 2023 року становлять 1 972 млрд грн, що складає 82 % валюти балансу (пасивів). За підсумками 2023 року прибуток до розподілу Нацбанку склав 76,6 млрд гривень, відповідно НБУ із вищезазначених коштів направив до державного бюджету 37,97 млрд грн на збільшення своїх загальних резервів.

## Участь НБУ у міжбанківських торгах
Національний банк України протягом 2021 року викупив на міжбанківському валютному ринку 3,69 млрд доларів, а продав — 1,28 млрд доларів. Для порівняння, у 2020 році, Нацбанк викупив на ринку 4,93 млрд доларів та продав 3,89 млрд доларів Таким чином, чистий викуп валюти за рік зріс до 2,41 млрд доларів проти 1,04 млрд доларів у 2020 році.

## Будівля основного корпусу НБУ

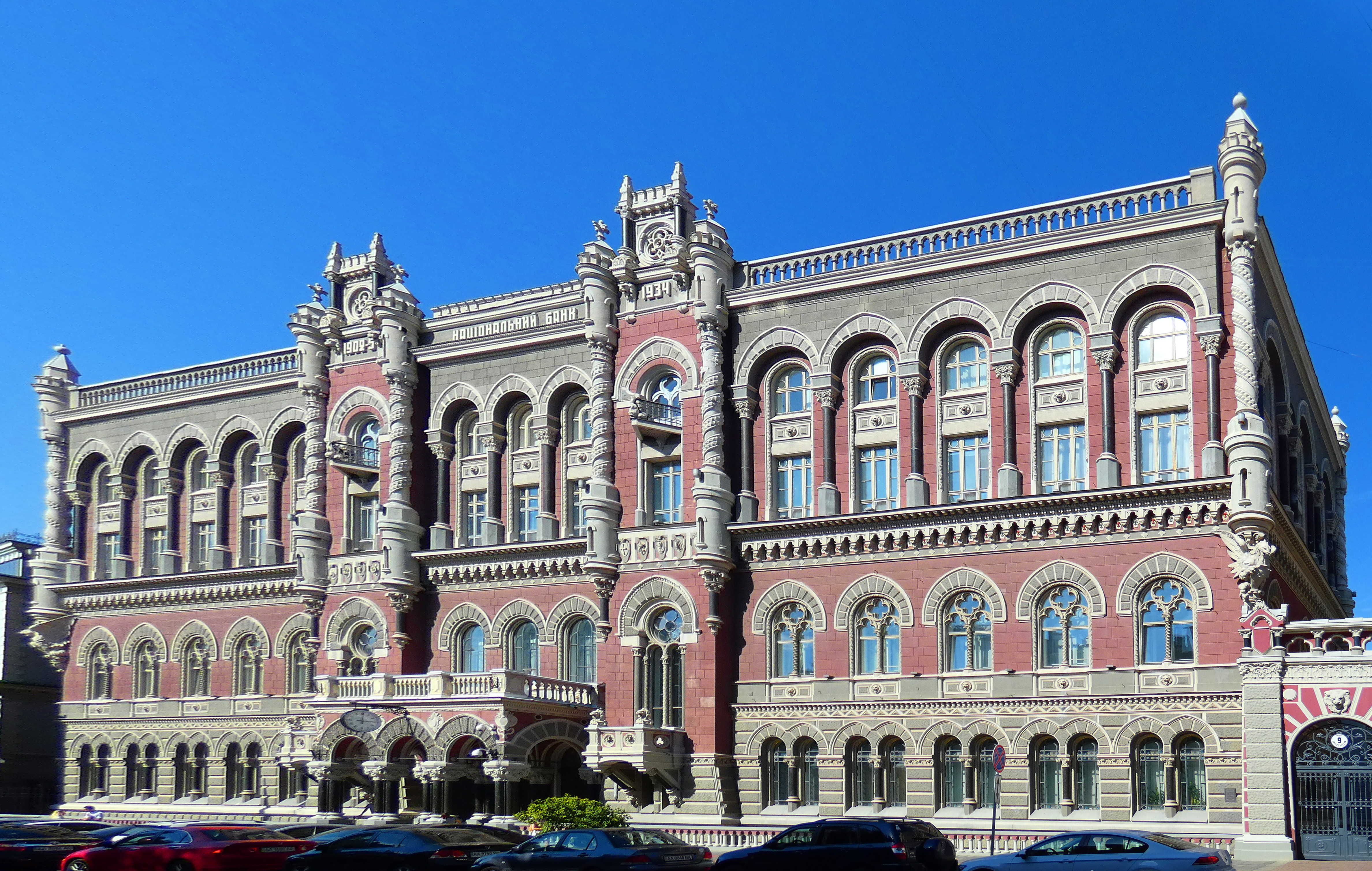
Будинок Національного банку України

Контору Державного комерційного банку в Києві було засновано більше півтора століття тому — 1839 року. Для неї купили великий двоповерховий будинок у стилі ампір на Інститутській вулиці, що належав київському дворянству. (Тут пізніше розмістилася і створена 1860 року на базі ліквідованих Позикового та Комерційного банків Київська контора Державного банку Росії). Поступово фінансові операції банку зростали, тому вирішено було споруджувати новий сучасний будинок. Восени 1902 року розпочалося будівництво на тій же вулиці Інститутській, поряд зі старим приміщенням банку.
1 серпня 1905 (за старим календарним стилем) контора перенесла свої операції до нового будинку, а 22 лютого наступного року — приміщення було освячено. Будівля формує фронт забудови вулиці Інститутської і замикає перспективу Банкової вулиці. Це визначає містобудівне значення споруди, яка входить до історично складеного ансамблю Липок.
25 лютого 1934 відбулося розширення будинку за проєктом Рикова. Художнє оформлення приміщень контори банку було доручено італійському скульптору Еліо Саля. По всьому периметру залу над балконом поміщено картуші — ліпні прикраси у вигляді щитів, на яких зображено різні емблеми і герби. У центрі стелі операційного залу зовсім недавно було відновлено в первісному вигляді розписане фарбами по склу зображення патрона Києва — архістратига Михаїла. За своїми високими художніми якостями цей будинок є одним із найкращих серед споруд Києва XX століття.

## Нагороди
НБУ кілька разів перемагав у премії «HR-бренд України». Зокрема:
1. Проєкт «Персональна трансформація» став переможцем у 2016 р. Він описував шлях внутрішньої трансформації НБУ через створення нової HR-функції трансформацію HR-фахівців, які долучились до команди у 2014—2015 рр[28].
2. Проєкт «Культура мислення» у 2017 р. здобув третє місце та описував розвиток нової корпоративної культури як умови інституційної спроможності НБУ[29].
3. Проєкт «Банк майбутнього» у 2019 р. здобув спецнагороду «Ростимо майбутнє» як найкращий трансформаційний проєкт. Суть полягала у проведенні кейс-чемпіонату спільно з платформою CASERS[30] для студентів та молодих фахівців, які створювали бізнес-модель уявної організації «банку майбутнього», яка могла б стати рольовою моделлю для розвитку банківської галузі України в 7-10-річній перспективі[31].

## Членство в організаціях
15 листопада 2021 року Нацбанк України став членом Інституту міжнародних фінансів (Institute of International Finance).
Інститут міжнародних фінансів є глобальною спільнотою провідних міжнародних фінансових установ, яка об'єднує 450 членів з-понад 70 країн: центральні, комерційні та інвестиційні банки, страхові компанії, суверенні та хедж-фонди, багатосторонні агенції та банки розвитку. Інститут аналізує майже 40 ключових ринків, що розвиваються у всьому світі.